# Llista de topònims de Vilafant
Llista de topònims (noms propis de lloc) del municipi de Vilafant, a l'Alt Empordà
Informació actualitzada per un bot. Els canvis manuals es perdran quan s'actualitzi!

## entitat singular de població
| imatge | Nom                                    | Ubicat a | instància de                                                                   | Detalls  | coordenades                                                      | Protecció | Commons (més fotos) | Dades a WD                    |
| ------ | -------------------------------------- | -------- | ------------------------------------------------------------------------------ | -------- | ---------------------------------------------------------------- | --------- | ------------------- | ----------------------------- |
|        | Vilafant                               | Vilafant | entitat singular de població ens local històric de Catalunya capital municipal | 1480 hab | 42° 14′ 48″ N, 2° 56′ 18″ E / 42.24668°N,2.9382°E 55 msnm        |           |                     | Modifica les dades a Wikidata |
|        | les Arengades i el Camp dels Enginyers | Vilafant | entitat singular de població                                                   | 2475 hab | 42° 15′ 33″ N, 2° 57′ 00″ E / 42.25911944°N,2.95°E 69 msnm       |           |                     | Modifica les dades a Wikidata |
|        | les Forques                            | Vilafant | entitat singular de població urbanització                                      | 1741 hab | 42° 14′ 56″ N, 2° 57′ 37″ E / 42.24897778°N,2.96038611°E 44 msnm |           |                     | Modifica les dades a Wikidata |

## granja
| imatge | Nom                     | Ubicat a | instància de | Detalls | coordenades                                                         | Protecció | Commons (més fotos) | Dades a WD                    |
| ------ | ----------------------- | -------- | ------------ | ------- | ------------------------------------------------------------------- | --------- | ------------------- | ----------------------------- |
|        | Granja Pujades          | Vilafant | granja       |         | 42° 14′ 55″ N, 2° 56′ 03″ E / 42.2486387156508°N,2.93408040729003°E |           |                     | Modifica les dades a Wikidata |
|        | Granja d'en Joan Cendra | Vilafant | granja       |         | 42° 14′ 55″ N, 2° 55′ 49″ E / 42.2485644515992°N,2.93033478227536°E |           |                     | Modifica les dades a Wikidata |
|        | Granja d'en Pimentel    | Vilafant | granja       |         | 42° 13′ 54″ N, 2° 56′ 51″ E / 42.2317317885807°N,2.94740443703907°E |           |                     | Modifica les dades a Wikidata |
|        | Granja d'en Pimentel    | Vilafant | granja       |         | 42° 14′ 27″ N, 2° 56′ 51″ E / 42.240720067826°N,2.94739697307975°E  |           |                     | Modifica les dades a Wikidata |

## masia
| imatge | Nom                 | Ubicat a | instància de | Detalls | coordenades                                                                            | Protecció                                  | Commons (més fotos) | Dades a WD                    |
| ------ | ------------------- | -------- | ------------ | ------- | -------------------------------------------------------------------------------------- | ------------------------------------------ | ------------------- | ----------------------------- |
|        | Can Bartolomé       | Vilafant | masia        |         | 42° 14′ 44″ N, 2° 56′ 06″ E / 42.245442028323°N,2.93502920575128°E                     |                                            |                     | Modifica les dades a Wikidata |
|        | Can Costa           | Vilafant | masia        |         | 42° 14′ 29″ N, 2° 57′ 50″ E / 42.2413839209774°N,2.96394109523847°E                    |                                            |                     | Modifica les dades a Wikidata |
|        | Can Fidel           | Vilafant | masia        |         | 42° 14′ 29″ N, 2° 56′ 07″ E / 42.241407386789°N,2.93533636120289°E                     |                                            |                     | Modifica les dades a Wikidata |
|        | Can Patllari        | Vilafant | masia        |         | 42° 14′ 34″ N, 2° 58′ 08″ E / 42.2427633437744°N,2.96893412229979°E                    |                                            |                     | Modifica les dades a Wikidata |
|        | Can Pere Ribero     | Vilafant | masia        |         | 42° 14′ 54″ N, 2° 56′ 42″ E / 42.2483832791889°N,2.94497833281867°E                    |                                            |                     | Modifica les dades a Wikidata |
|        | Mas Bonet           | Vilafant | masia        |         | 42° 14′ 57″ N, 2° 56′ 39″ E / 42.2491754622003°N,2.9442139501065°E                     |                                            |                     | Modifica les dades a Wikidata |
|        | Mas Galceran        | Vilafant | masia        |         | 42° 15′ 48″ N, 2° 56′ 44″ E / 42.2632618591401°N,2.94546251605673°E                    |                                            |                     | Modifica les dades a Wikidata |
|        | Mas Niceto          | Vilafant | masia        |         | 42° 14′ 59″ N, 2° 56′ 23″ E / 42.2496865631534°N,2.93975251945042°E                    |                                            |                     | Modifica les dades a Wikidata |
|        | Mas Requesens       | Vilafant | masia        |         | 42° 14′ 58″ N, 2° 56′ 21″ E / 42.2494°N,2.93919°E ca:Carrer Requesens - Camí Mas Bonet | bé integrant del patrimoni cultural català |                     | Modifica les dades a Wikidata |
|        | Mas d'en Fermí      | Vilafant | masia        |         | 42° 14′ 31″ N, 2° 58′ 13″ E / 42.2419981629389°N,2.97026778101321°E                    |                                            |                     | Modifica les dades a Wikidata |
|        | Mas d'en Fonso      | Vilafant | masia        |         | 42° 14′ 37″ N, 2° 58′ 08″ E / 42.2436459398177°N,2.968860962881°E                      |                                            |                     | Modifica les dades a Wikidata |
|        | Palol de Sabaldòria | Vilafant | masia        |         | 42° 14′ 36″ N, 2° 56′ 48″ E / 42.2434486468707°N,2.94669168653221°E                    |                                            |                     | Modifica les dades a Wikidata |
|        | la Bomba            | Vilafant | masia        |         | 42° 14′ 50″ N, 2° 55′ 54″ E / 42.2471512403132°N,2.9316212420026°E                     |                                            |                     | Modifica les dades a Wikidata |

## muntanya
| imatge | Nom               | Ubicat a | instància de | Detalls | coordenades                                                  | Protecció | Commons (més fotos) | Dades a WD                    |
| ------ | ----------------- | -------- | ------------ | ------- | ------------------------------------------------------------ | --------- | ------------------- | ----------------------------- |
|        | Puig d'en Corella | Vilafant | muntanya     |         | 42° 15′ 59″ N, 2° 56′ 11″ E / 42.2664°N,2.93631°E 108.3 msnm |           |                     | Modifica les dades a Wikidata |
|        | el Puiggrau       | Vilafant | muntanya     |         | 42° 15′ 37″ N, 2° 56′ 14″ E / 42.2604°N,2.93734°E 106.9 msnm |           |                     | Modifica les dades a Wikidata |

## Misc
| imatge | Nom                                     | Ubicat a    | instància de                                      | Detalls                                                                 | coordenades                                                                                          | Protecció                                            | Commons (més fotos)               | Dades a WD                    |
| ------ | --------------------------------------- | ----------- | ------------------------------------------------- | ----------------------------------------------------------------------- | --- | ---------------------------------------------------- | --------------------------------- | ----------------------------- |
|        | Can Puig                                | Vilafant    | casa                                              | Estil: arquitectura popular 1844                                        | 42° 14′ 41″ N, 2° 56′ 05″ E / 42.244715°N,2.934657°E ca:A l'entrada del poble                        | bé integrant del patrimoni cultural català           |                                   | Modifica les dades a Wikidata |
|        | Castell de Palol Sabaldòria             | Vilafant    | castell                                           | Estil: art preromànic arquitectura romànica 10th century                | 42° 14′ 37″ N, 2° 56′ 46″ E / 42.2435°N,2.94621°E ca:Carretera de Vilafant, Palol Sabaldòria 48 msnm | bé d'interès cultural bé cultural d'interès nacional | Castell de Palol Sabaldòria       | Modifica les dades a Wikidata |
|        | Manol                                   | Alt Empordà | curs d'aigua                                      | Desemboca: Muga Llarg: 40km Conca: 150km²                               | 42° 16′ 29″ N, 3° 01′ 33″ E / 42.2747°N,3.02589°E 48 msnm                                            |                                                      | Manol                             | Modifica les dades a Wikidata |
|        | Monument als donants de sang a Vilafant | Vilafant    | monument                                          | Creador: Eduard Bartolí i Colls 2003-04-26 Anomenat per: donant de sang | 42° 15′ 15″ N, 2° 57′ 18″ E / 42.25411666666667°N,2.9551333333333334°E                               |                                                      |                                   | Modifica les dades a Wikidata |
|        | Palol Sabaldòria                        | Vilafant    | nucli de població ens local històric de Catalunya |                                                                         | 42° 14′ 36″ N, 2° 56′ 46″ E / 42.2433°N,2.94613°E 48 msnm                                            | bé integrant del patrimoni cultural català           | Palol Sabaldòria                  | Modifica les dades a Wikidata |
|        | Sant Cebrià de Vilafant                 | Vilafant    | església                                          | Estil: arquitectura romànica arquitectura barroca                       | 42° 14′ 50″ N, 2° 56′ 16″ E / 42.2471°N,2.9378°E                                                     | bé cultural d'interès local                          | Sant Cebrià de Vilafant           | Modifica les dades a Wikidata |
|        | alzina de la Font de Can Massanet       | Vilafant    | arbre singular                                    | Taxon: alzina (Quercus ilex) Ample: 23.2m Alt: 18m Perímetre: 3.46m     | 42° 14′ 40″ N, 2° 56′ 06″ E / 42.24449°N,2.935086°E ca:Font de Can Massanet 55 msnm                  | arbre monumental                                     | Alzina de la Font de Can Massanet | Modifica les dades a Wikidata |
|        | bòbila d'en Soler                       | Vilafant    | teuleria                                          | Estil: arquitectura popular 19th century                                | 42° 14′ 39″ N, 2° 56′ 55″ E / 42.244168°N,2.948542°E ca:Ctra. de Vilafant, Palol Sabaldòria 46 msnm  | bé integrant del patrimoni cultural català           | Bòbila d'en Soler                 | Modifica les dades a Wikidata |
|        | casa consistorial de Vilafant           | Vilafant    | casa consistorial                                 |                                                                         | 42° 15′ 00″ N, 2° 56′ 28″ E / 42.2500319°N,2.941086°E                                                |                                                      |                                   | Modifica les dades a Wikidata |
|        | cobert del Baster                       | Vilafant    | cabana                                            |                                                                         | 42° 14′ 20″ N, 2° 56′ 04″ E / 42.2389301150148°N,2.9343813970645°E                                   |                                                      |                                   | Modifica les dades a Wikidata |
|        | el Molí dels Quatre Vents               | Vilafant    | molí d'aigua                                      |                                                                         | 42° 14′ 51″ N, 2° 55′ 53″ E / 42.2474122701551°N,2.93136640244137°E                                  |                                                      |                                   | Modifica les dades a Wikidata |
|        | passeres de Vilafant                    | Vilafant    | pont                                              | Travessa: LAV Madrid - Saragossa - Barcelona - Frontera Francesa        | 42° 15′ 13″ N, 2° 56′ 51″ E / 42.25357731525637°N,2.947419789506895°E Vilafant                       |                                                      | Vilafant Footbridges              | Modifica les dades a Wikidata |